# 마이크 버스틴

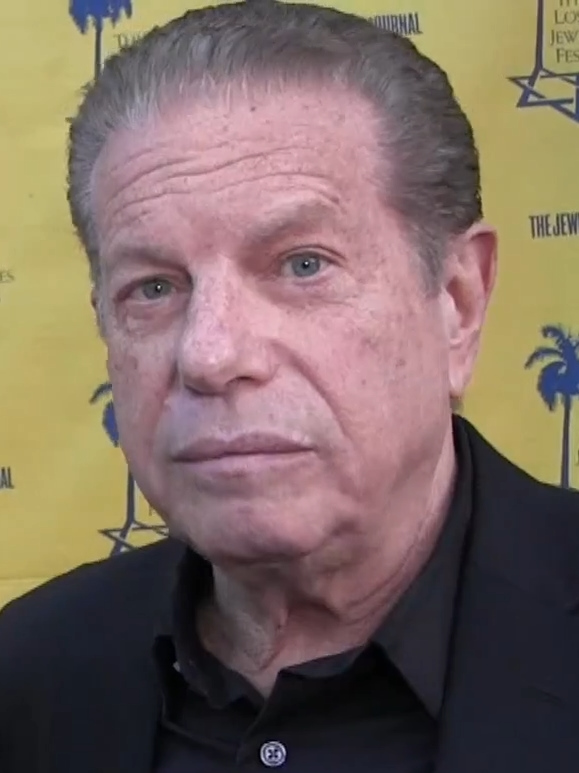

마이크 버스틴(Mike Burstyn, 1945년 7월 1일 ~ )은 미국의 가수, 영화배우, 연극 배우, 텔레비전 배우이다.
뉴욕에서 태어났다.

## 영화
- 더 코미디언트 (2000년) - 본인 역
- 독 워치 (1997년)
- 쿠니 렘 인 카이로 (1983년)
- 살라 샤바티 (1964년)